# TJ SKP Gavin Třebíč
TJ SKP Gavin Třebíč (celým názvem: Tělovýchovná jednota Sportovní klub policie Gavin Třebíč) byl český policejní sportovní klub, který sídlil v moravské Třebíči. Založen byl v roce 1978 jako Tělovýchovná jednota Rudá hvězda Třebíč. Svůj poslední název nesl od roku 1993.
Své domácí zápasy hrál od roku 1984 na hřišti v Domcích – „na Žižkově“.

## Historické názvy
Zdroj:
- 1978 – TJ RH Třebíč (Tělovýchovná jednota Rudá hvězda Třebíč)
- 1990 – TJ SKP Třebíč (Tělovýchovná jednota Sportovní klub policie Třebíč)
- 1993 – TJ SKP Gavin Třebíč (Tělovýchovná jednota Sportovní klub policie Gavin Třebíč)
- 1995 – zánik sloučením s FC Slavia Třebíč

## Stručná historie klubu
Činnost TJ RH Třebíč při okresní správě Sboru národní bezpečnosti byla po několikaleté odmlce obnovena roku 1978. Tělovýchovná jednota zastřešovala šest sportovních odvětví – odbíjenou, stolní tenis, lyžování, sportovní střelbu, autoturistiku a kopanou. V prvním roce existence bylo sehráno několik přátelských utkání, roku 1979 zahájila Rudá hvězda v nejnižší soutěži Třebíčska. Oddíl zanikl po skončení sezony 1994/95 sloučením s FC Slavia Třebíč.
S fotbalem zde začal Filip Trojan. Na začátku 90. let tu jako hrající trenér působil Aleš Křeček. V dorostu za SKP Třebíč nastupoval mj. Patrik Eliáš.

## Umístění v jednotlivých sezonách
Stručný přehled
Zdroj:
- 1979–1981: Základní třída Třebíčska
- 1981–1984: Okresní soutěž Třebíčska
- 1984–1988: Okresní přebor Třebíčska
- 1988–1991: I. B třída Jihomoravského kraje
- 1991–1995: I. A třída Jihomoravské župy – sk. B

Jednotlivé ročníky
Zdroj:
Legenda: Z – zápasy, V – výhry, R – remízy, P – porážky, VG – vstřelené góly, OG – obdržené góly, +/− – rozdíl skóre, B – body, červené podbarvení – sestup, zelené podbarvení – postup, fialové podbarvení – reorganizace, změna skupiny či soutěže
| Československo (1979 – 1993) |                                      |        |    |     |     |     |     |     |     |    |        |
| Sezóny                       | Liga                                 | Úroveň | Z  | V   | R   | P   | VG  | OG  | +/− | B  | Pozice |
| 1979/80                      | Základní třída Třebíčska             | 9      |    | ... | ... | ... | ... | ... | ... |    | 3.     |
| 1980/81                      | Základní třída Třebíčska             | 9      |    | ... | ... | ... | 80  | 19  | +61 |    | 1.     |
| 1981/82                      | Okresní soutěž Třebíčska             | 9      |    | ... | ... | ... | ... | ... | ... |    |        |
| 1982/83                      | Okresní soutěž Třebíčska             | 9      |    | ... | ... | ... | ... | ... | ... |    |        |
| 1983/84                      | Okresní soutěž Třebíčska             | 8      |    | ... | ... | ... | ... | ... | ... |    | 1.     |
| 1984/85                      | Okresní přebor Třebíčska             | 7      |    | ... | ... | ... | ... | ... | ... |    |        |
| 1985/86                      | Okresní přebor Třebíčska             | 7      |    | ... | ... | ... | ... | ... | ... |    |        |
| 1986/87                      | Okresní přebor Třebíčska             | 8      |    | ... | ... | ... | ... | ... | ... |    |        |
| 1987/88                      | Okresní přebor Třebíčska             | 8      |    | ... | ... | ... | ... | ... | ... |    | 1.     |
| 1988/89                      | I. B třída Jihomoravského kraje      | 7      |    | ... | ... | ... | ... | ... | ... |    |        |
| 1989/90                      | I. B třída Jihomoravského kraje      | 7      |    | ... | ... | ... | ... | ... | ... |    |        |
| 1990/91                      | I. B třída Jihomoravského kraje      | 7      |    | ... | ... | ... | ... | ... | ... |    |        |
| 1991/92                      | I. A třída Jihomoravské župy – sk. B | 6      | 26 | 10  | 6   | 10  | 54  | 53  | +1  | 26 | 7.     |
| 1992/93                      | I. A třída Jihomoravské župy – sk. B | 6      | 26 | 9   | 6   | 11  | 35  | 38  | −3  | 24 | 9.     |
| Česko (1993 – 1995)          |                                      |        |    |     |     |     |     |     |     |    |        |
| Sezóny                       | Liga                                 | Úroveň | Z  | V   | R   | P   | VG  | OG  | +/- | B  | Pozice |
| 1993/94                      | I. A třída Jihomoravské župy – sk. B | 6      | 26 | 11  | 5   | 10  | 40  | 40  | 0   | 27 | 6.     |
| 1994/95                      | I. A třída Jihomoravské župy – sk. B | 6      | 26 | 4   | 3   | 19  | 18  | 57  | −39 | 15 | 14.    |

Poznámka:
- Od sezony 1994/95 včetně se ve všech soutěžích Českomoravského fotbalového svazu začaly za vítězství udělovat tři body. Do konce sezony 1993/94 byly za výhru udělovány dva body.

## TJ SKP Třebíč „B“
TJ SKP Třebíč „B“ byl rezervním týmem SKP Třebíč, který se na přelomu 80. a 90. let 20. století pohyboval v nejnižší soutěži Třebíčska.

### Umístění v jednotlivých sezonách
Stručný přehled
Zdroj:
- 1989–1990: Základní třída Třebíčska

Jednotlivé ročníky
Zdroj:
Legenda: Z – zápasy, V – výhry, R – remízy, P – porážky, VG – vstřelené góly, OG – obdržené góly, +/− – rozdíl skóre, B – body, červené podbarvení – sestup, zelené podbarvení – postup, fialové podbarvení – reorganizace, změna skupiny či soutěže
| Československo (1989 – 1990) |                          |        |   |     |     |     |     |     |     |   |        |
| Sezóny                       | Liga                     | Úroveň | Z | V   | R   | P   | VG  | OG  | +/− | B | Pozice |
| 1989/90                      | Základní třída Třebíčska | 10     |   | ... | ... | ... | ... | ... | ... |   |        |